# Жозеф Де Комб
Жозеф Де Комб (19 червня 1901 — 1 січня 1965) — бельгійський плавець і ватерполіст.
Медаліст Олімпійських Ігор 1924, 1928 років.